# Philippe Amouyel
Philippe Amouyel, né le 5 juin 1959 à Alger, est un médecin français, professeur des universités et praticien hospitalier à l'Université de Lille et au CHU de Lille où il dirige le service de santé publique, épidémiologie, économie de la santé et prévention. Il est également directeur de l'unité Inserm 1167, et de la Fondation Alzheimer. Il a dirigé l'Institut Pasteur de Lille de 2002 à 2011.

## Biographie

### Études
Après avoir obtenu un baccalauréat en série C avec mention très bien dans un lycée lillois en 1976, il entreprend des études de mathématiques supérieures avant de bifurquer dès 1978 vers des études de médecine à la faculté de médecine de Lille. En 1983 il passe le concours de l'internat et se spécialise en neurologie,. Il devient docteur en médecine en 1988, puis obtient un diplôme d'études approfondies en statistique et santé publique à l'Université Paris-Sud, avant de devenir docteur ès science en biologie cellulaire et moléculaire à l'Université de Lille 1. Sa thèse de science, intitulée « Coopération d'oncogènes dans les neurorétines », a été dirigée par Dominique Stéhelin. Il obtient l'habilitation à diriger des recherches à l'Université Lille II en 1994.

### Carrière
Il commence sa carrière en tant que chargé de recherche Inserm au titre de l'accueil des internes des hôpitaux en 1986-87, puis comme assistant hospitalo-universitaire au CHU de Lille à partir de 1988. En 1991 il est nommé maître de conférences praticien hospitalier et professeur des Universités  praticien hospitalier en Santé Publique (Epidémiologie, Economie de la Santé et Prévention) au CHU de Lille  . Depuis 1998, il dirige une unité mixte de recherche (Université de Lille Inserm CHU IPL) consacrée à la santé publique et à l’épidémiologie moléculaire des maladies liées au vieillissement. Une partie de ses travaux est consacrée aux maladies cardiovasculaires et à la compréhension des déterminants multiples de ces affections. L’autre partie de son activité de recherche se concentre sur l’étude des déterminants, principalement génétiques, des maladies neurodégénératives associées au déclin des fonctions cognitives et de la maladie d’Alzheimer en particulier. Il a publié plus de 800 articles scientifiques dans des revues internationales (ORCID 0000-0001-9088-234X, H-index >100) et a participé à la découverte de 95% des gènes prédisposant à la maladie d'Alzheimer sporadique connus dans le monde.
En 2001 il obtient le prix de recherche Inserm pour la santé publique. Puis il devient directeur de l'Institut Pasteur de Lille en 2002, poste qu'il occupera jusqu'en 2012. Au cours de cette période il participe à l'élaboration du plan gouvernemental pour la maladie d'Alzheimer 2008-2012, avant de prendre la direction de la fondation dédiée, la Fondation Alzheimer. En 2012 il obtient un financement dans le cadre du programme d'investissements d'avenir pour la création du laboratoire DistAlz, fédération de 7 laboratoires de recherche étudiant la maladie d'Alzheimer.
Au niveau européen et international, il préside l’Initiative Européenne de Programmation Conjointe sur la recherche sur les maladies neurodégénératives et en particulier la maladie d’Alzheimer (JPND) qui regroupe 30 pays dont le Canada et l’Australie. L’objectif principal de cette initiative est de regrouper les forces de recherche européennes et internationale dans un effort de recherche mondiale afin de lutter plus efficacement contre ces maladies. Philippe Amouyel est membre du Conseil Mondial de la Démence (World Dementia Council) créé par le G7 pour une Action Mondiale contre la Démence (GAAD).
Le 26 septembre 2020,en tant qu'épidémiologiste, il rédige une tribune dans le Journal du Dimanche avec un collectif de médecins sur l'annonce d'une seconde vague de COVID19 intitulées "Des mesures radicales dès ce week-end pour des vacances de la Toussaint sereines". Le 24 octobre 2020, face à la progression de l'épidémie de COVID19 en France, il rédige une nouvelle tribune dans le Journal du Dimanche intitulée "Covid-19 : Pour un confinement écocompatible dès lundi", conseillant un confinement de la population en dehors des heures de travail afin de maintenir l'économie tout en réduisant la circulation du virus dans la sphère privée.

## Prix et distinctions
Philippe Amouyel a notamment reçu les prix ou distinctions suivantes :
- Prix de recherche Inserm pour la santé publique 2001
- Prix Jean-Paul Binet de la Fondation pour la recherche médicale en 2002, pour ses recherches sur les maladies cardiovasculaires
- Prix Kuhlmann de la Société des sciences, de l'agriculture et des arts de Lille en 2003
- Il a été fait chevalier de la Légion d'honneur en 2008